# Chris Albright
Pour les articles homonymes, voir Albright.
 Christopher (Chris) Albright  , né le 14 janvier 1979 à Philadelphie, est un joueur international américain de soccer. Il joue au poste de défenseur.

## Biographie

### En club
Il a débuté initialement comme attaquant puis s'est reconverti au poste de défenseur. En huit saisons de championnat il a marqué 9 buts.

### En équipe nationale
Il a eu sa première cape le 8 septembre 1999. Il a disputé six rencontres des Jeux olympiques d'été en 2000.
Albright participe à la Coupe du monde 2006 avec l'équipe des États-Unis. Il ne faisait pas partie initialement de la liste des 23 sélectionnés mais fut appelé à la suite du forfait pour blessure de Frankie Hejduk.

## Palmarès
| D.C. United (2)                                                            | Galaxy de Los Angeles (4) | Revolution de la Nouvelle-Angleterre (1) |
| -------------------------------------------------------------------------- | --- | ---------------------------------------- |
| - Coupe MLS : - Vainqueur : 1999 - Supporters' Shield : - Vainqueur : 1999 | - Coupe MLS : - Vainqueur : 2002 et 2005 - Supporters' Shield : - Vainqueur : 2002 - Coupe des États-Unis : - Vainqueur : 2005 | - SuperLiga : - Champion : 2008          |